# ヤングアニマル
『ヤングアニマル』（Young Animal）は、白泉社が発行する月2回刊の青年漫画雑誌。発売日は毎月第2・第4金曜日。 1992年に創刊。略称は「YA」「ヤンアニ」「アニマル」。
単行本のレーベルとして「ジェッツコミックス」「ヤングアニマルコミックス」がある。
派生誌として『ヤングアニマル嵐』と『ヤングアニマルあいらんど』（『ヤングアニマルイノセント』）（以上は休刊）、『ヤングアニマルZERO』（奇数月9日発売）がある。

## 概要
前身は『月刊アニマルハウス』。その系譜は1981年に創刊された月刊少年漫画雑誌の『少年ジェッツ』まで遡り、1983年の休刊後に『月刊コミコミ』が創刊。次いで1989年には青年誌としてリニューアルされた『月刊アニマルハウス』を経て、1992年に隔週刊としてリニューアル創刊されている。単行本のレーベル名が「ジェッツコミックス」となっているのは、その当時の名残である。2016年6月よりレーベルを「ヤングアニマルコミックス」に変更、その第1弾として『ベルセルク』の新装版が刊行された。
1992年の創刊時には、前身の『月刊アニマルハウス』から、『あばよ白書』『砂の薔薇』『ベルセルク』などの作品を引き続き掲載する。1990年代には、本誌出身の作家として技来静也・柴田ヨクサル・ももせたまみ・二宮ひかる・関崎俊三などが登場し、主力として誌面を牽引した。同時に、他社の雑誌で既に実績を挙げていた林崎文博・あさりよしとお・竹内桜などの作家も積極的に起用している。
2000年前後にはグラビア関係の記事にも力を入れ、2000年には「ミスヤングアニマル」がスタートしている。また、『ふたりエッチ』や『コイズミ学習ブック』などの性描写を中心とした作品の存在もあり、成年コミック出身の作家の起用も行われている（1990年代にも『ぶっとび!!CPU』などが人気を博している）。2000年には増刊の『ヤングアニマル嵐』が季刊としてスタート、2001年には隔月刊化した。同誌は過激な性描写で数々の有害図書指定を受けていたが、2018年6月に休刊した。
2000年代以降は数々のメディアミックスが行われている。既に1990年代に先述の『砂の薔薇』『ぶっとび!!CPU』などがOVA作品でアニメ化、また『ベルセルク』がTVアニメとして映像化されていたが、2000年代に入ってからは実写作品への進出が目立ち、2000年に『ふたりエッチ』、2004年に『ああ探偵事務所』、2005年に『ホーリーランド』が、それぞれTVドラマ化されている。また2006年には『ユリア100式』がオリジナルビデオ、2008年には『デトロイト・メタル・シティ』が実写映画として製作された。アニメに関しても、2002年・2003年に『藍より青し』がTVアニメ化、2002年 - 2004年に『ふたりエッチ』がOVA化される。2008年に『デトロイト・メタル・シティ』がOVA化され、同作品は2009年に衛星放送、2010年には衛星放送と地上波でそれぞれ放映されている。以降も『3月のライオン』『信長の忍び』『上野さんは不器用』『あそびあそばせ』など、人気連載の多くが映像化されている。
この他、映画・アニメ・ゲームの漫画化作品も少数ながら掲載されている。付録に不定期でDVDが付属していたこともある。
姉妹誌でもあった『ヤングアニマル嵐』とは、両誌での並行連載や連載作品の移籍、連載中の作品の番外編をもう一方の雑誌に掲載するなど、相互の交流が多かった。また、関連性を持つ雑誌に関しては、『MELODY』が挙げられる。
2017年11月2日、公式ウェブサイトをリニューアル。2018年には『ヤングアニマル嵐』が7号（6月1日発売）をもって休刊となったことに伴い、同誌連載で継続中作品のほとんどが『ヤングアニマル』本誌へ移籍、2018年14号（7月13日発売）から連載が開始された。
2019年には週刊漫画雑誌以外で初の合併号が発行された。同年9月9日には新増刊号となる『ヤングアニマルZERO』を発刊。同号は隔月刊ペースで発売する。

## 現在連載中の作品
以下、2025年8月8日（2025年No.16）現在連載中の作品。月1連載作品や不定期連載作品、短期集中連載作品も含む。
| 作品名                                                                                    | 作者（作画）         | 原作など                                                       | 開始号      | 備考                                                |
| ----------------------------------------------------------------------------------------- | -------------------- | -------------------------------------------------------------- | ----------- | --------------------------------------------------- |
| ベルセルク                                                                                | 三浦建太郎           | －                                                             | 1992年No.11 |                                                     |
| ふたりエッチ                                                                              | 克・亜樹             | －                                                             | 1997年No.1  |                                                     |
| 3月のライオン                                                                             | 羽海野チカ           | －                                                             | 2007年No.14 | 2019年No.1以降は主に月1連載                         |
| 変女 〜変な女子高生 甘栗千子〜                                                            | 此ノ木よしる         | －                                                             | 2015年No.6  | 『ヤングアニマルあいらんど』 から並行連載を経て移籍 |
| Sランクモンスターの《ベヒーモス》 だけど、猫と間違われてエルフ娘の 騎士として暮らしてます | 東雲太郎（漫画）     | 銀翼のぞみ（原作） 東雲太郎 夜ノみつき （キャラクター原案）    | 2018年No.14 | 『ヤングアニマル嵐』より移籍 隔号連載               |
| 進撃のえろ子さん 〜変なお姉さんは 男子高生と仲良くなりたい〜                              | 此ノ木よしる         | －                                                             | 2019年No.15 | 『変女 〜変な女子高生 甘栗千子〜』 のスピンオフ作品 |
| OL、ラッコを飼う。                                                                        | 井上知之             | －                                                             | 2019年No.17 | 当初は3号連続読切扱い                               |
| 勇気あるものより散れ                                                                      | 相田裕               | －                                                             | 2021年No.5  |                                                     |
| 紫雲寺家の子供たち                                                                        | 宮島礼吏             | －                                                             | 2022年No.5  | 2023年No.2より隔号連載                              |
| ロックは淑女の嗜みでして                                                                  | 福田宏               | －                                                             | 2022年No.21 |                                                     |
| ペンと手錠と事実婚                                                                        | ガス山タンク（漫画） | 椹木伸一（原作）                                               | 2022年No.13 |                                                     |
| 描くなるうえは                                                                            | 蒲夕二（作画）       | 高畑弓（原作）                                                 | 2023年No.5  |                                                     |
| D.ダイバー                                                                                | 森恒二               | －                                                             | 2023年No.11 |                                                     |
| チェルノブイリの祈り                                                                      | 熊谷雄太 （作画）    | スヴェトラーナ・ アレクシエーヴィッチ（原作） 今中哲二（原作） | 2023年No.14 | 同インタビュー集のコミカライズ 隔号連載             |
| ぼくらの夏が裂けていく                                                                    | 佐藤健太郎 （作画）  | 宮月新（原作）                                                 | 2023年No.17 |                                                     |
| ファミリープラン                                                                          | 本田優貴             | －                                                             | 2024年No.3  | 隔号連載                                            |
| 私の初恋は恥ずかしすぎて誰にも言えない                                                    | じゃこ （漫画）      | 伏見つかさ（原作） かんざきひろ（キャラクターデザイン）        | 2024年No.6  |                                                     |
| かさねがさねの初恋ですが                                                                  | もろみ新             | －                                                             | 2024年No.16 |                                                     |
| 愛の流星カウーパ                                                                          | 雨蘭                 | －                                                             | 2024年No.19 |                                                     |
| 地雷グリコ                                                                                | 暁月あきら （漫画）  | 青崎有吾（原作）                                               | 2024年No.20 | 同名小説のコミカライズ作品                          |
| 捕虜英雄 〜捨て駒にされた剣奴は敵国で成り上がる〜                                         | 真じろう （漫画）    | 海空りく（原作）                                               | 2024年No.7  | 隔号連載                                            |
| それでも描きたい有馬くん                                                                  | 真田つづる           | －                                                             | 2025年No.14 |                                                     |
| きみと一緒に通いたい                                                                      | うおやま             | －                                                             | 2025年No.15 | 隔号連載                                            |

### 休載中
| 作品名           | 作者（作画） | 原作など | 開始号      | 備考                         |
| ---------------- | ------------ | -------- | ----------- | ---------------------------- |
| 双葉さん家の姉弟 | 佃煮のりお   | －       | 2017年No.7  |                              |
| この愛は、異端。 | 森山絵凪     | －       | 2018年No.11 | 『ヤングアニマル嵐』より移籍 |

## 連載終了作品

### あ行
- ああ探偵事務所（関崎俊三）、2002年No.1 - 2008年No.7
- 藍より青し（文月晃）、1998年No.23 - 2005年No.17
- 愛人[AI－REN]（田中ユタカ）、1999年No.11 - 2002年No.10
- アインシュタイン1904（原作：大井昌和、作画：出店宇生）、2014年No.8 - 2015年No.2
- アウトレイジョウ（原作：珪素、漫画：杠憲太）、2023年No.12 - 2025年No.11[17] ※隔号連載[18]
- 青の群れ（立原あゆみ）、1996年No.10 - 1997年No.20
- あそびあそばせ（涼川りん）　2016年No.23 - 2022年No.22、『ヤングアニマルDensi』より移籍
- 当て屋の椿（川下寛次）、2007年No.24 - 2020年No.23、2012年No.15以降は月1連載、『マンガPark』に移籍
- あねくらべ（東雲太郎）※『ヤングアニマルイノセント』と並行連載、2014年No.20 - No.24、2015年No.10 - 2015年No.18
- あばよ白書（立原あゆみ）、『月刊アニマルハウス』1989年5月号 - 1992年4月号、1992年No.1 - 1995年No.20
- アマガミ precious diary（原作：エンターブレイン、漫画：東雲太郎）、2009年No.23 - 2011年No.23
- アマガミニ!（渡会けいじ）、2012年No.2 - 2012年No.8
- アルフー少年（たくまる圭）
- イキヌキごはんは程々に。（リオシェ号）、2021年No.16 - 2021年No.19 ※短期集中連載
- 池袋レインボー劇場（えりちん）、2015年No.16 - 2017年No.3
- いつか勝ち組!（原作：倉科遼、漫画：小林拓己）、2006年No.2 - 2007年No.24
- イロモンガール（原作：ラリー遠田、漫画：瀬口たかひろ）、2015年No.17 - 2016年No.11
- 上野さんは不器用（tugeneko）、2015年No.5 - 2022年7号
- うそつきパラドクス（原作：サトウナンキ、漫画：きづきあきら）、2009年No.8 - 2012年No.8
- 海の御先（文月晃）、2007年No.5 - 2014年No.5
- うわばみ彼女（後藤羽矢子）、2014年No.24 - 2017年No.21、『ヤングアニマルDensi 日替わり4コママンガ』より移籍
  - うわばみ乙女ずかん（後藤羽矢子）、2018年No.2 - 2019年No.16、『うわばみ彼女』のスピンオフ作品
- エアマスター（柴田ヨクサル）、1996年No.22 - 2006年No.6
- EKIDEN野郎!!（高橋雄一郎）、1998年No.10 - 1999年No.4
- SE（此ノ木よしる）、2013年No.5 - 2015年No.2
- EGメーカー（酉川宇宙）、2014年No.6 - 2015年No.16
- えびがわ町の妖怪カフェ（上田信舟）、2018年No.14 - 2019年No.16、『ヤングアニマル嵐』より移籍、※隔号連載
- エンジェル・アタック（伊藤伸平）、1997年No.19 - 1998年No.15
- エンジェル・ハード（克・亜樹）、1994年No.20 - 1995年No.17
- 教えて!サバトさん（アストラ芦屋）、2018年No.23 - 2019年No.13
- お手てつないで（富田安紀良）
- 鬼が疾る（はしる）（原作：北森鴻、漫画：智中天）、1996年No.23 - 1997年No.24
- 俺はロリコンじゃない!（雨蘭）2020年No.2 - 2023年No.19
- 女刑事ペルソナ（原作：出海まこと、漫画：高橋雄一郎）、1999年No.12 - 2001年No.20

### か行
- 描かないマンガ家（えりちん） ※サイクル連載（2勤1休連載）、2010年No.1 - 2014年No.21
- 花蟲伝（出店宇生）、2010年No.11,22読切を経て、2011年No.24 - 2012年No.3
- KAPPEI（若杉公徳）、2011年No.11 - 2014年No.17
- カラット∞原石ガール（森尾正博）、2009年No.2 - 2009年No.19
- ギガントマキア（三浦建太郎） 、2013年No.23 - 2014年No.4
- キミキス -various heroines-（原作：エンターブレイン、漫画：東雲太郎）、2006年No.17 - 2008年No.22
- キミとおやすみ（まつもと剛志）、2009年No.24 - 2012年No.10
- キミと僕の最後の戦場、あるいは世界が始まる聖戦（原作：細音啓、キャラクター原作：猫鍋蒼、漫画：okama）、2018年No.10 - 2021年No.6、※隔号連載
- ギャルごはん（太陽まりい）、2017年No.1 - 2020年No.7
- ギャンブルな人々（綾坂みつね）
- 侠客（たがみよしひさ）、1992年No.1 - 1992年No.14、1993年No.1 - 1993年No.3
- 去勢転生 （原作：宮月新　、作画：おちゃう）、2020年No.8 - 2023年No.3、『ヤングアニマルZERO』より移籍、隔号連載
- キルケーの豚（関崎俊三）、2000年No.2 - 2001年No.6
- くじごじ（川島よしお）、2002年No.20 - 2002年No.24、2003年No.4 - 2005年No.11
- 暮らしの中のちっちゃいおっさん（高島知宏）
- グランクレスト戦記（原作：水野良、キャラクター原案：深遊、作画：四葉真）、2016年No.12 - 2019年No.13 ※月1連載
- 月紅 GEKKOH（氷室芹夏）、2001年No.13 - 2004年No.15
- けなげなですげ（コニシリュウイチ）、2019年No.17 - 2020年No.21
- ゲバルト（橋本還）、2008年No.19 - 2009年No.1
- 拳闘暗黒伝セスタス（技来静也）、1997年No.23 - 2009年No.6
  - 拳奴死闘伝セスタス ※『拳闘暗黒伝セスタス』第2部、2010年No.11 - 2014年No.12、『ヤングアニマル嵐』に移籍
- コイズミ学習ブック（こいずみまり）、1998年No.7 - 2001年No.8
- 恋人の条件（二宮ひかる）、1996年No.5 - 1996年No.7
- 合同会社・正義屋（作画：西川秀明、原作監修：夏原武）、2020年No.22 - 2022年No.11
- 高度救命救急センター（原作：樋口雅一、漫画：関崎俊三）、1998年No.17 - 1998年No.22
- ご馳走さま!（馬場民雄）1999年No.3 - 1999年No.12
- この復讐にギャルはいらない（まの瀬）2022年No.11 - 2024年No.16
- この醜くも美しい世界（森見明日）、2004年No.5 - 2005年No.8 ※コミカライズ

### さ行
- 最低!!（二宮ひかる）、1996年No.15 - 1996年No.20
- 砂漠の獅子（原作：中里融司、漫画：かたやままこと）、2009年No.3 - 2009年No.17 ※月1連載、原作者急逝のため絶筆
- さゆき（有間一郎）、1994年No.19 - 1998年No.18
- 3月のライオン昭和異聞 灼熱の時代（とき）（原作：羽海野チカ、漫画：西川秀明）2015年No.9 - 2020年No.7 ※3月のライオンのスピンオフ作品
- ジェネシスコード（原作：鷹野浪流、漫画：えりちん）、2019年No.17 - 2020年No.19 ※『マンガPark』に移籍
- シグナル100（原作：宮月新、漫画：近藤しぐれ）、2015年No.15 - 2016年No.20
- じけんじゃけん!（安田剛助）、2018年No.1 - 2020年No.2 ※『ヤングアニマル嵐』より移籍
- 事件屋征四郎（綾坂みつね）
- 死に至る病（原作：朝田光、漫画：瀬口たかひろ）、2009年No.6 - 2009年No.24
- ジャパン（原作：武論尊、漫画：三浦建太郎）、1992年No.1 - 1992年No.8
- 重箱の隅（あさりよしとお）
- 自殺島（森恒二）、2008年No.22 - 2016年No.17
  - 無法島 （森恒二）2019年No.4 - 2022年No.15 ※『自殺島』のスピンオフ作品
- 実況!!泉くんの恋模様（原作：原田重光、作画：大箕すず）、2018年No.15 ※『ヤングアニマル嵐』より移籍
- 邪道スナイパー（梶井裕）、2019年No.6 - 2020年No.1
- 出勤!!市役所ファイブ（稲田恭明）、2011年No.2 - 2012年No.19
- 女子小学生はじめましたP!（牛乳のみお）、2014年No.12 - 2019年No.18
- シュラバカ!（原作：原翔、漫画：前川かずお）、2005年No.23 - 2006年No.16
- 職業・殺し屋。（西川秀明）（『ヤングアニマル嵐』より移籍）、2003年No.4,20,21出張掲載を経て2004年No.22 - 2010年No.2 ※続編『新 職業・殺し屋。斬 ZAN』が『嵐』に連載
- じょふう（甘詰留太）、2022年No.1 - 2025年No.7 ※隔号連載[11]
- 新性生活（しんせいかつ） -ネオ・ライフ-（SUEZEN）、1999年No.8 - 1999年No.18
- しんにち!（まつもと剛志、(c)新日本プロレス）、2014年No.16 - 2016年No.8
- 神命のレスキュー（キリエ）、2023年No.13 - 2025年No.2[19]
- 新約カニコウセン（原作：原田重光、作画：真じろう）、2021年No.12 - 2022年No.23
- 人類を滅亡させてはいけません （原作：高畑弓、作画：蒲夕二）
- 水族館バカ一代（渡辺電機(株)）、2006年No.11 - 2007年No.4
- スウィートホーム（西野つぐみ）、1995年No.21 - 1997年No.6
- スキーターらびっと!!（雨蘭）、2018年No.19 - 2019年No.17
- すく〜〜と!（原作：藤田一己、作画：新久千映）、2013年No.21 - 2015年No.11
- すまひとらしむ（いおり真、取材協力：来未）、2020年No.20 - 2021年No.14
- 成行シリーズ（智中天）、1995年No.20 - 1996年No.14 ※シリーズ連載
- 聖封魔録（せいふうまろく）（有間一郎）、1993年No.14 - 1994年No.3
- 創世のタイガ（森恒二）、2023年No.7 -2023年No.9・10 『イブニング』より移籍、『ヤングアニマルZERO』に移籍

### た行
- 戦え!アナウンサー（みずしな孝之）
- ただ離婚してないだけ（本田優貴）2018年No.14 - 2019年No.13（第一部）、2019年No.19 - 2020年No.2（第二部） ※『ヤングアニマル嵐』より移籍
- 谷仮面（柴田ヨクサル）、1992年No.9 - 1996年No.15
- 他人の関係（有間一郎）（OVA）、1992年No.1 - 1993年No.7
- ダブル（山口よしのぶ）、2000年No.18 - 2001年No.16
- だるまの酒（山岡英樹）
- ちょこッとSister（原作：雑破業、漫画：竹内桜）、2003年No.13 - 2007年No.6
- ちょっとだけグレコローマン（スクーデリア藤原）、1995年No.18-1995年No.24
- 罪とか罰とか 〜一日署長の事件簿〜（黒澤R）、2009年No.1 - 2009年No.10 ※コミカライズ
- TSUWAMONO!!（木曽フミヒロ）、2012年No.2 - 2012年No.7、2012年No.14※『ヤングアニマルDensi』にて再開
- teach!（高橋雄一郎）、2002年No.8 - 2002年No.16
- 低俗霊狩り（奥瀬サキ）、『月刊コミコミ』1986年4月号 - 1988年10月号、1992年No.1 - 1993年No.8
- 砂の薔薇（デザート・ローズ）（新谷かおる）（OVA）、『月刊アニマルハウス』1989年8月号 - 1992年4月号、1992年No.1 - 1998年No.21
- てっぺんぐらりん 〜日本昔ばなし犯罪捜査〜（キリエ）2019年No.16 - 2021年No.11
- デトロイト・メタル・シティ（若杉公徳）（実写映画、OVA）、2005年No.9 - 2010年No.9
- 天竺熱風録（原作：田中芳樹、作画：伊藤勢）、2016年No.18 - 2019年No.12
- 天然色BOY（雨宮淳）、1992年No.1 - 1993年No.21
- トゥインクルスターのんのんじー（竹本泉）、1993年No.17 - 1994年No.20
- 東京おさんぽがーるず（秋吉イナリ） ※「第一部完」、2015年No.2 - 2015年No.9
- 東京殺人学園（原作：ヒグマ、作画：舛谷隆太郎）、2023年No.9・10 - 2024年No.23[20]→『ヤングアニマルWeb』へ移籍[21]
- 東京DTED（コタニヨーコ）、2013年No.20 - 2014年No.20
- 東京闇虫（本田優貴）、2010年No.17 - 2013年No.2
  - 東京闇虫-2nd scenario-パンドラ（本田優貴）2013年No.5 - 2016年No.3
- 動物人間（岡田卓也） ※短期集中連載、2023年No.4 - 2023年No.10
- 毒贄クッキング（水無月すう）2017年No.20 - 2019年No.6
- 特命高校生（竹内桜）、1998年No.14 - 1999年No.22
- 塗装屋ハリィ（高橋雄一郎）
- となりの信國さんは俺のことが好きな気がする（安田剛助）2020年No.19 - 2024年No.17[22]
- ドランクキョンシーズ（若杉公徳）2021年No.20 - 2023年No.4
- とりしまっていこー!（原作：RIN、漫画：萩尾ノブト）、2012年No.4 - 2013年No.6

### な行
- ナイーヴ（二宮ひかる）、1998年No.3 - 1999年No.8
- 内閣総理大臣 織田信長（志野靖史）、1994年No.10 - 1997年No.19
- なつのロケット（あさりよしとお）、1999年No.16 - 1999年No.22
- ナナとカオル（甘詰留太）（『ヤングアニマル嵐』より移籍、のち一時期同時連載） ※サイクル連載（3勤1休連載）、2009年No.21 - 2016年16号
- ニコ・ニコルソンのマンガ道場破り（ニコ・ニコルソン）、 2010年No.6 - 2015年No.22
- 二代目はこすぷれーやー♥（甘詰留太）、2006年No.8 - 2008年No.16
- ニュートラル（川本貴裕）、1997年No.19 - 1998年No.14
- 人魚姫の水族館（伊藤正臣）、 2016年No.10 - 2017年No.7
- ネメシスの剣（原作：和田慎二、漫画：伊藤伸平）
- のの美捜査中!（重野なおき）、2003年No.10 - 2003年No.14、2003年No.22 - 2007年No.21
- 信長の忍び（重野なおき）、2008年No.12 - 2025年No.15[15]
- のら女子高生（秋吉イナリ）（『ヤングアニマル嵐』より移籍）、2013年No.10 - 2013年No.19

### は行
- ハイジンクエスト（山田みらい）（『ヤングアニマル嵐』に移籍）、2008年No.13 - 2008年No.17
- ハネムーンサラダ（二宮ひかる）、1999年No.20 - 2002年No.1
- バター猫のパラドクス（原作：サトウナンキ、漫画：きづきあきら）、2012年No.19 - 2014年No.5
- パナケイアの手（松本救助、取材協力：神薫） 、2013年No.2 - 2014年No.18[23] ※不定期掲載
- ばぶれもん（奥嶋ひろまさ）、2012年No.13 - 2013年No.4 ※「第一部完」
- Les liens deパフューマ〜パフューマの絆〜（糸町秋音）、2018年No.10 - 2018年No.13 ※短期集中連載
- パブロフの犬（後藤羽矢子）、2001年No.22 - 2001年No.24、2002年No.6 - 2004年No.1
- ハヤマックスのスキマックス（ハヤマックス）、2018年No.12 - 2020年No.3（『ヤングアニマル嵐』より移籍、『ヤングアニマルZERO』に移籍）、※不定期連載
- PUNK（長尾謙一郎）、2010年No.7 - 2012年No.7
- 蛮勇引力（山口貴由）、2001年No.8 - 2002年No.22
- 必殺美術人（有間一郎）
- 豹と狼（原作：中里融司、漫画：かたやままこと）、2008年No.8 - 2008年No.20 ※月1連載
- VF -アウトサイダーヒストリー-（林崎文博）、1998年No.22 - 2009年No.1
- フェルマーが笑ってる（堀江智宏）
- フォトカノ Your Eyes Only（原作：エンターブレイン、作画：ナイロン、原作協力：ディンゴ）、2012年No.5 - 2013年No.18 ※『ヤングアニマルあいらんど』と並行連載、『ヤングアニマルイノセント』で継続
- ふくにい（稲田恭明）、2012年No.23 - 2014年No.10
- ふたばの教室（八神健）、2006年No.9 - 2006年No.24
- ふたりエッチ外伝 性の伝道師アキラ（原案協力&監修：克・亜樹、作画：モンキー・チョップ）、2017年No.13 - 2017年No.22、※『ふたりエッチ』のスピンオフ作品
- ふたりで朝まで（二宮ひかる）、1997年No.3 - 1997年No.7
- 斑丸ケイオス（大野ツトム）、2016年No.22 - 2017年No.24
- ぶっとび!!CPU（新谷かおる）（OVA）、1993年No.23 - 1997年No.19
- フットボールアルケミスト（原作：木崎伸也、漫画：12log）、 2019年No.23 - 2021年No.11
- ブラス・ナックル（技来静也）、1992年No.15 - 1995年No.15
- フロッグマン（ナイロン）、2009年No.5 - 2011年No.20
- プロフェッショナル・スチュワーです!!（原作：蘭佳代子、漫画：かたやままこと）
- 平穏世代の韋駄天達（原作：天原、作画：クール教信者）2018年No.17 - 2024年No.16 ※隔号連載[9]
- ペリリュー 楽園のゲルニカ（原案協力：平塚柾緒、漫画：武田一義）、2016年No.4 - 2021年No.8
  - ペリリュー –外伝–（武田一義）、2022年No.7 - 2025年No.13 ※短期集中連載 → 不定期連載
- 放課後のアイドルには秘密がある（あまねかしこ）、2022年No.14 - 2022年No.16 ※短期集中連載後『マンガPark』で連載
- ホーリーランド（森恒二）、2000年No.20 - 2008年No.11
- 僕とルネと青嵐（文月晃）、2015年No.20 - 2016年No.21
- ぼくの銀色ハウス（克・亜樹）、1993年No.10 - 1994年No.17
- ボクはイケメン（原作：サトウナンキ、漫画：きづきあきら）、2016年No.23 - 2018年No.9
- ぼっちの人魚姫（林崎文博）、2011年No.2 - 2012年No.23
- 本土決算 よみがえる日本（志野靖史）

### ま行
- 麻雀青春綺談 トバクチ（馬場民雄）
- マイぼーる!（いのうえ空）、2012年No.15 - 2017年No.17 ※『ヤングアニマル嵐』に移籍
- MOUSE（原作：あかほりさとる、漫画：板場広志）、1999年No.23 - 2004年No.18
- まおまりも（原作：堀北蒼、漫画：谷澤史紀）、2010年No.15 - 2011年No.24
- まかない君（西川魯介）、2012年No.12 - 2012年No.22、2013年No.4に特別読切 ※『ヤングアニマルDensi』に移籍
- まじかるストロベリィ（まつもと剛志）、2004年No.19 - 2009年No.12 ※『ヤングアニマル嵐』『ヤングアニマルあいらんど』と並行連載
- 魔女は三百路から（原作：原田重光、漫画：松本救助）、2018年No.14 - 2020年No.11・12 ※『ヤングアニマル嵐』より移籍
- 魔人戦記 破軍（原作：あかほりさとる、漫画：橋本還）、2006年No.11 - 2007年No.17
- 魔法少女殲滅兵器 筋肉少女（たま虫あっとに）、2021年No.21 - 2021年No.23 ※短期集中連載
- 魔法中年（原作：魔木、作画：灰刃ねむみ）、2022年No.6 - 2024年No.6
- まりこさんの恍惚ごはん（酉川宇宙）、2018年No.14 - 2018年No.20 ※『ヤングアニマル嵐』より移籍、隔号連載
- ミゼラぶる!（稲田恭明）、2009年No.7 - 2010年No.24
- みたむらくん（えりちん）、2002年No.16 - 2007年No.10
- 民法改正〜日本は一夫多妻制になった〜（原作：あかほりさとる、漫画：竹内桜）、 2015年No.13 - 2018年No.2
- 電影遊戯（ムービーゲーム）（関崎俊三）、1999年No.1 - 1999年No.18
- 無敵英雄 エスガイヤー（あろひろし）、1993年No.12 - 1994年No.13
- めいどぐらし 日常編（ゴヤスクニ）、2010年No.21 - 2014年No.5 ※不定期連載
- 名物!たびてつ友の会（山口よしのぶ）、1995年No.20 - 2000年No.1
- メシアの鉄槌（あみだむく）、2019年No.3 - 2020年No.11・12
- 飯を喰らひて華と告ぐ（足立和平）、2021年No.18 - No.20（集中連載）→2022年No.3 - 2023年24号[24][25]→『ヤングアニマルWeb』へ移籍[26]
- めんへら侍（原作：あかほりさとる、作画：松本救助）、2021年No.22 - 2022年No.23 ※『マンガPark』へ移籍[27]
- もてね!?（甘詰留太）、2004年No.21 - 2005年No.7
- ももいろシスターズ（ももせたまみ）
- ももいろスウィーティー（ももせたまみ）、2003年No.8 - 2010年No.7

### や行
- やぶからぼう（あさりよしとお）
- 柔のミケランジェロ（カクイシシュンスケ）※隔号連載、2018年No.14 - 2018年18号 ※『ヤングアニマル嵐』より移籍
- ヤン研（矢野稔貴×シゲ）、2015年No.3 -  2015年No.21
- ゆびさきミルクティー（宮野ともちか）（ドラマCD）、2003年No.1 - 2010年No.6
- 夢の掟（原作：真刈信二、漫画：山本貴嗣）、1999年No.22 - 2000年No.22
- ユリア100式（原作：原田重光、漫画：萩尾ノブト）、2006年No.4 - 2010年No.3
- ゆりキャン 〜ゆりかのキャンパスライフ〜（原作：原田重光、漫画：瀬口たかひろ）、2010年No.10読切、No.20 - 22 集中連載を経て、2011年No.5 - 2013年No.2
- 4000倍の男（雁木万里）、2022年No.2 - 2023年No.9・10

### ら行
- ライミングマン（若杉公徳）、2017年No.10 - 2018年No.24
- Lov-Ho!（ラブホ）（山口よしのぶ）、1992年No.3 - 1995年No.4
- 乱世の鬼（木村浩二）、2001年No.6 - 2001年No.11
- リセット・ポイント（西条真二）、2001年No.23 - 2002年No.6
- Re:まりな（原作：原田重光、作画：瀬口たかひろ）、2013年No.8 - 2015年No.8
- 龍馬滾ル!（原作：北大路龍星、漫画：かたやままこと）、2010年No.5 - 2011年No.4 ※不定期連載
- 冷水と灼熱のあいだ（原作：鷹野浪流、作画：いのうえ空）、2021年No.16・17 - 2022年No.4 ※短期集中連載
- Red Data Book 赤（立原あゆみ）、1998年No.2 - 1998年No.19
- 恋愛怪談サヨコさん（関﨑俊三）、2009年No.22 - 2014年No.10 ※月1連載、『ヤングアニマルDensi』に移籍
- 恋愛フロップス（原作：Love Flops Project、漫画：石坂リューダイ）、2022年No.13 - 2023年No.15

### わ行
- ワイルド・ハニー・ワールド（後藤晶）、2012年No.10 - 2013年No.13
- 私は君を泣かせたい（文尾文）、2016年No.16 - 2018年No.11

## 映像化作品

### アニメ化
| 作品                     | 放送年                     | アニメーション制作                  | 備考                                             |
| ------------------------ | -------------------------- | ----------------------------------- | ------------------------------------------------ |
| ベルセルク               | 1997年-1998年（第1作）     | OLM TEAM IGUCHI                     | 映画あり                                         |
| ベルセルク               | 2016年（第2作・第1クール） | GEMBA ミルパンセ                    | 映画あり                                         |
| ベルセルク               | 2017年（第2作・第2クール） | GEMBA ミルパンセ                    | 映画あり                                         |
| ももいろシスターズ       | 1998年                     | スタジオディーン                    |                                                  |
| 藍より青し               | 2002年（第1期）            | J.C.STAFF                           |                                                  |
| 藍より青し               | 2003年（第2期）            | J.C.STAFF                           |                                                  |
| MOUSE                    | 2003年                     | スタジオディーン                    |                                                  |
| エアマスター             | 2003年                     | 東映アニメーション                  |                                                  |
| ちょこッとSister         | 2006年                     | ノーマッド                          |                                                  |
| 信長の忍び               | 2016年-2017年（第1期）     | トムス・エンタテインメント/V1Studio |                                                  |
| 信長の忍び               | 2017年（第2期）            | トムス・エンタテインメント/V1Studio |                                                  |
| 信長の忍び               | 2018年（第3期）            | トムス・エンタテインメント/V1Studio |                                                  |
| 3月のライオン            | 2016年-2017年（第1期）     | シャフト                            |                                                  |
| 3月のライオン            | 2017年-2018年（第2期）     | シャフト                            |                                                  |
| あそびあそばせ           | 2018年                     | Lerche                              | OVAあり                                          |
| 上野さんは不器用         | 2019年                     | レスプリ                            |                                                  |
| 拳闘暗黒伝セスタス       | 2021年                     | BN Pictures                         | アニメタイトルは『セスタス -The Roman Fighter-』 |
| 平穏世代の韋駄天達       | 2021年                     | MAPPA                               |                                                  |
| ロックは淑女の嗜みでして | 2025年                     | BN Pictures                         |                                                  |
| 紫雲寺家の子供たち       | 2025年                     | 動画工房                            |                                                  |

| 作品                      | 公開年 | アニメーション制作 | 備考 |
| ------------------------- | ------ | ------------------ | ---- |
| ペリリュー 楽園のゲルニカ | 2025年 | シンエイ動画 冨嶽  |      |

| 作品                       | 発売年                 | アニメーション制作    | 備考 |
| -------------------------- | ---------------------- | --------------------- | ---- |
| 砂の薔薇                   | 1993年                 | J.C.STAFF             |      |
| ぶっとび!!CPU              | 1997年                 | オー・エル・エム      |      |
| ふたりエッチ               | 2002年（第1期）        | カオスプロジェクト    |      |
| ふたりエッチ               | 2003年-2004年（第2期） | カオスプロジェクト    |      |
| ふたりエッチ               | 2014年（第3期）        | プロダクション リード |      |
| デトロイト・メタル・シティ | 2008年                 | STUDIO4℃              |      |
| ナナとカオル               | 2011年                 | AIC PLUS+             |      |

### 実写化
| 作品                       | 年                           | 備考 |
| -------------------------- | ---------------------------- | ---- |
| あばよ白書                 | 1995年（オリジナルビデオ）   |      |
| ふたりエッチ               | 2000年（ドラマ）             |      |
| ふたりエッチ               | 2011年（映画・第1作、第2作） |      |
| ふたりエッチ               | 2012年（映画・第3作、第4作） |      |
| ふたりエッチ               | 2019年（映画・新作）         |      |
| ああ探偵事務所             | 2004年（ドラマ）             |      |
| ホーリーランド             | 2005年（ドラマ・国内ドラマ） |      |
| ホーリーランド             | 2012年（ドラマ・韓国ドラマ） |      |
| デトロイト・メタル・シティ | 2008年（映画）               |      |
| ナナとカオル               | 2011年（映画・第1作）        |      |
| ナナとカオル               | 2012年（映画・第2作）        |      |
| うそつきパラドクス         | 2013年（映画）               |      |
| 3月のライオン              | 2017年（映画・前編、後編）   |      |
| シグナル100                | 2020年（映画）               |      |
| ただ離婚してないだけ       | 2021年（ドラマ）             |      |
| KAPPEI                     | 2022年（映画）               |      |
| 飯を喰らひて華と告ぐ       | 2024年（ドラマ）             |      |

## 発行部数
- 2004年（2003年9月 - 2004年8月） 201,083部[28]
- 2005年（2004年9月 - 2005年8月） 201,209部[28]
- 2006年（2005年9月 - 2006年8月） 196,334部[28]
- 2007年（2006年9月 - 2007年8月） 190,125部[28]
- 2008年（2007年10月 - 2008年9月） 190,000部[28]

|        | 1 - 3月    | 4 - 6月    | 7 - 9月    | 10 - 12月  |
| ------ | ---------- | ---------- | ---------- | ---------- |
| 2008年 |            | 190,500 部 | 186,167 部 | 178,834 部 |
| 2009年 | 169,167 部 | 163,334 部 | 163,334 部 | 159,334 部 |
| 2010年 | 160,167 部 | 160,000 部 | 159,334 部 | 164,000 部 |
| 2011年 | 154,000 部 | 160,417 部 | 165,000 部 | 158,334 部 |
| 2012年 | 165,667 部 | 159,000 部 | 151,167 部 | 148,334 部 |
| 2013年 | 143,500 部 | 134,834 部 | 132,500 部 | 128,500 部 |
| 2014年 | 129,834 部 | 129,667 部 | 126,334 部 | 123,834 部 |
| 2015年 | 120,000 部 | 119,000 部 | 117,084 部 | 110,000 部 |
| 2016年 | 108,333 部 | 105,833 部 | 103,500 部 | 103,417 部 |
| 2017年 | 105,333 部 | 104,500 部 | 100,667 部 | 99,333 部  |
| 2018年 | 98,333 部  | 97,667 部  | 94,000 部  | 91,500 部  |
| 2019年 | 87,167 部  | 85,040 部  | 82,417 部  | 80,000 部  |
| 2020年 | 74,500 部  | 76,250 部  | 74,500 部  | 76,933 部  |
| 2021年 | 75,917 部  | 77,300 部  | 84,400 部  | 74,083 部  |
| 2022年 | 63,333 部  | 63,400 部  | 56,333 部  | 54,583 部  |
| 2023年 | 47,417 部  | 47,600 部  | 44,833 部  | 46,500 部  |
| 2024年 | 39,167 部  | 41,000 部  | 38,500 部  | 39,583 部  |
| 2025年 | 34,000 部  | 34,860 部  |            |            |

## ミスヤングアニマル

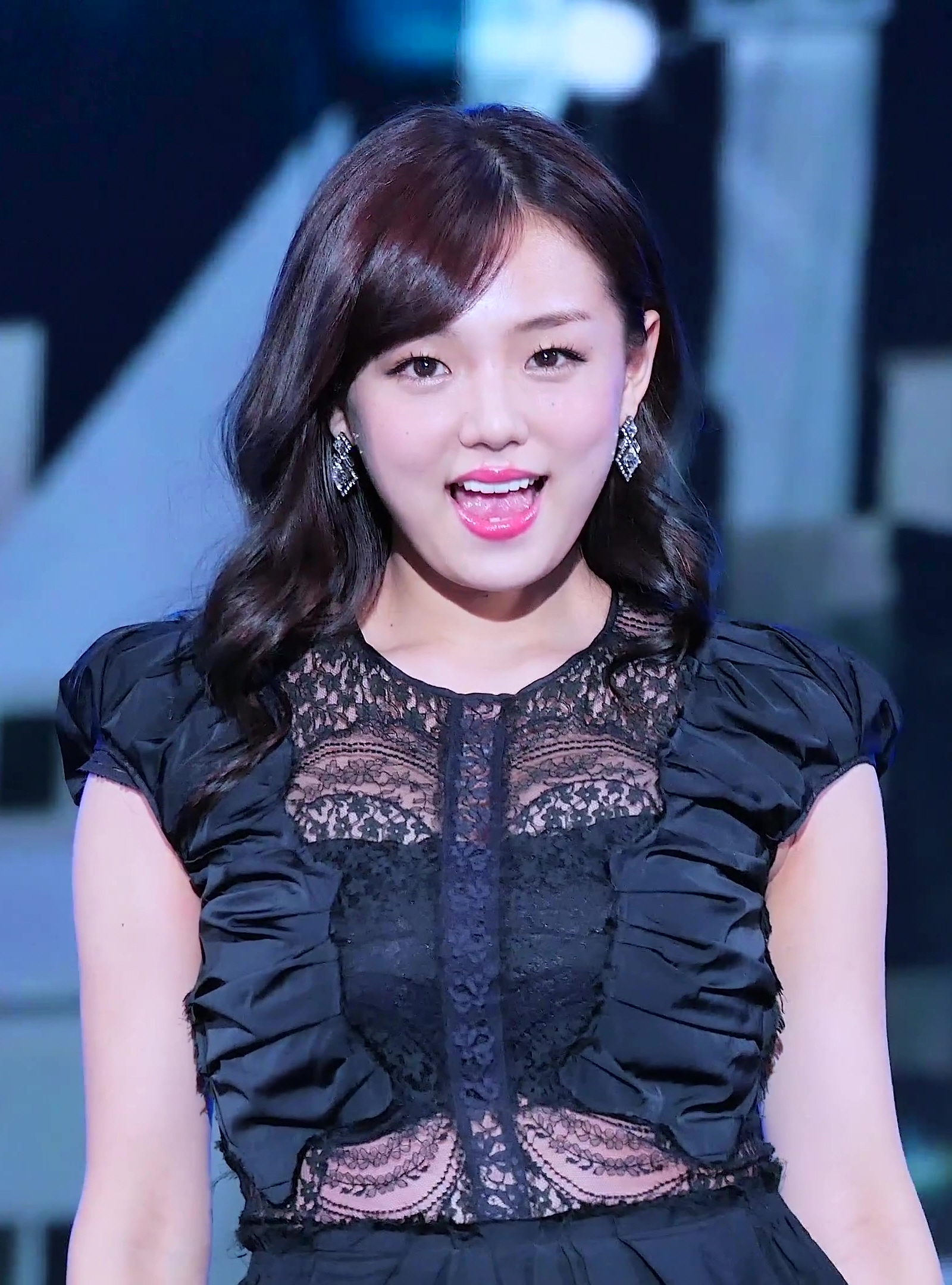
2011年から休止前の2014年まで4年連続でミスヤングアニマルに選ばれた篠崎愛（2016年10月撮影）

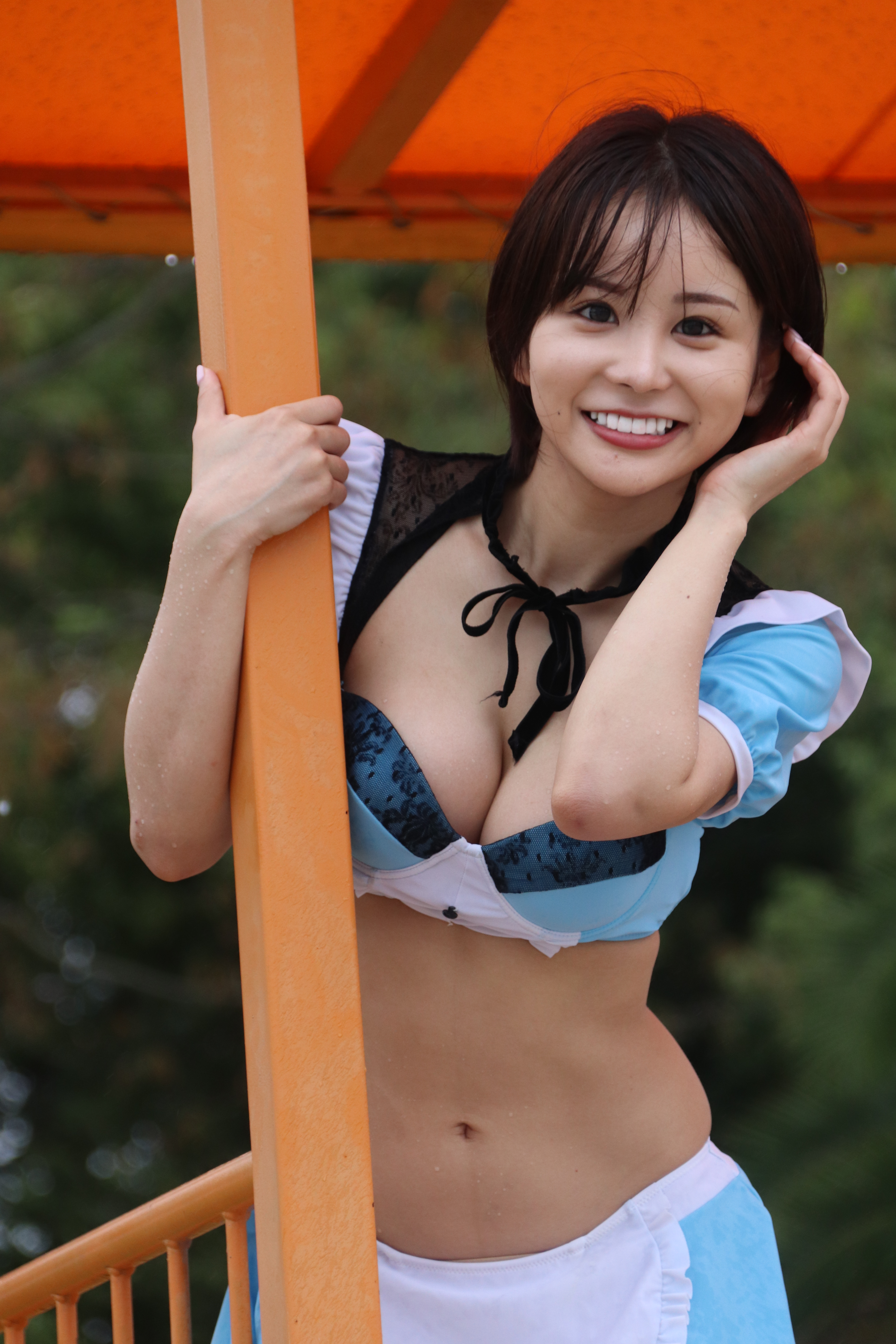
復活したミスヤングアニマル2022グランプリのパピコ

2000年にスタート。当初は複数名のアイドルがエントリーし投票制で各賞を発表していたが、2002年から読者選出によりグラビアアイドルを毎年5月上旬発売号で発表し継続した。2014年度を最後に行われていなかったが、創刊30周年を迎える2022年に、東京Lilyとのコラボレーションにより、2001年以来21年ぶりとなるミスコンテスト形式での「ミスヤングアニマル2022」オーディションを開催することが発表された。
- 2000年（第1回）グランプリ：五十嵐恵 / 準グランプリ：原理恵子・樹里 / 美少女賞：大沢安希
- 2001年（第2回）グランプリ：朝倉香乃 / 準グランプリ：庄司有希・松坂紗良
- 2002年（第3回）グランプリ：小倉優子
- 2003年（第4回）グランプリ：小倉優子
- 2004年（第5回）グランプリ：小倉優子
- 2005年（第6回）グランプリ：小倉優子
- 2006年（第7回）グランプリ：鈴木茜
- 2007年（第8回）グランプリ：折原みか
- 2008年（第9回）グランプリ：ローラ・チャン
- 2009年（第10回）グランプリ：大島麻衣
- 2010年（第11回）グランプリ：大島麻衣
- 2011年（第12回）グランプリ：篠崎愛
- 2012年（第13回）グランプリ：篠崎愛
- 2013年（第14回）グランプリ：篠崎愛
- 2014年（第15回）グランプリ：篠崎愛
- 2022年（第16回）グランプリ：パピコ / 準グランプリ：新井萌花 / 審査員特別賞：橘舞 / その他ファイナリスト：平岡映美、小那海あや[30]
- 2023年（第17回）グランプリ：平岡明純[31] / 準グランプリ：桜井うい / 審査員特別賞：そちお/ その他ファイナリスト：池田ゆうな[32]、須羽こころ[33]

## その他のグラビア賞

### NEXTグラビアクイーン

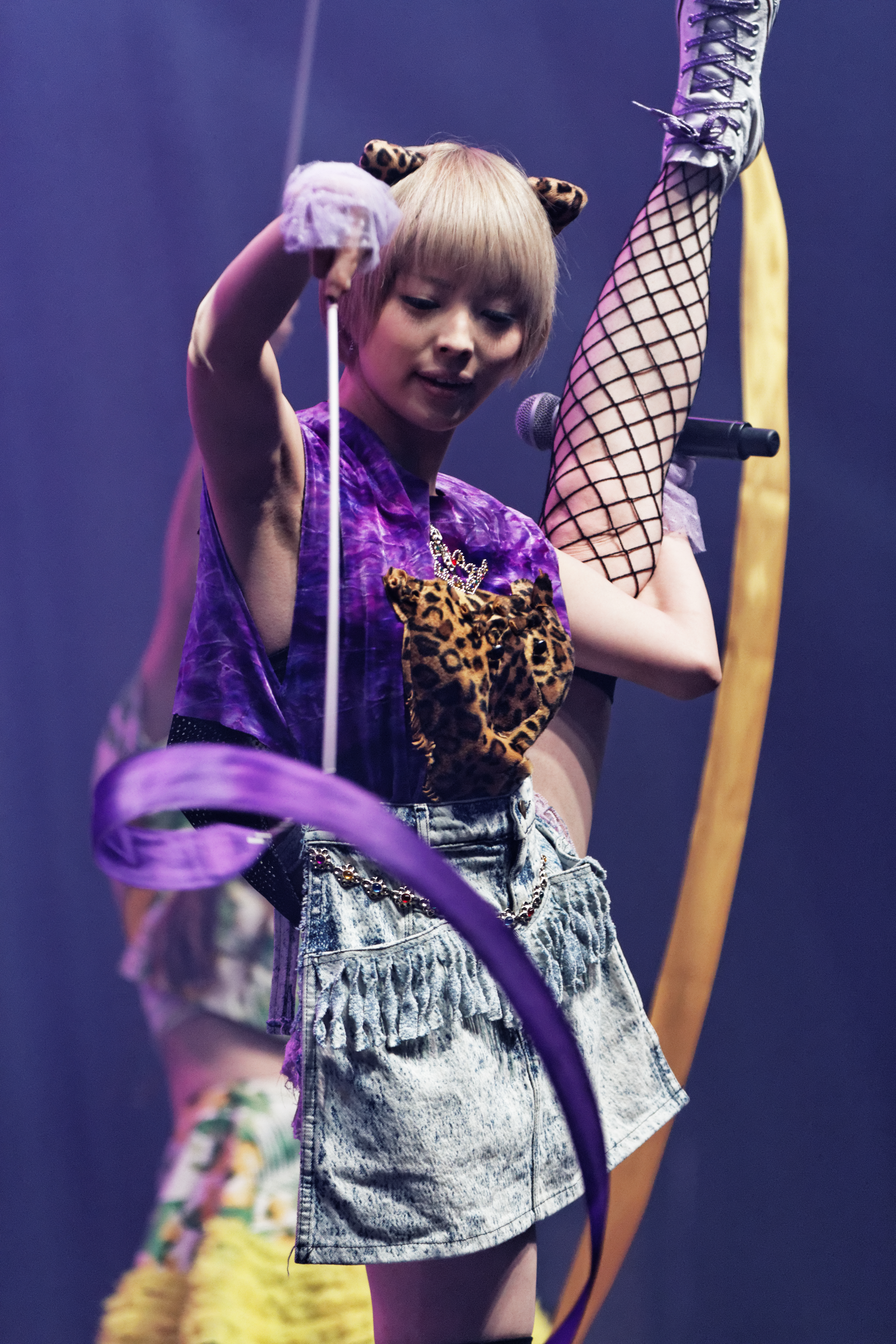
NEXTグラビアクイーン初代グランプリとなったでんぱ組.incの最上もが（2013年・Japan Expoにて）

“ヤングアニマルから新たなグラビアクイーンを生み出したい！”という願いから生まれたフォトセッション企画。2ndシーズンまでは写真家が新人アイドルを推薦する形で開催。コンセプトから漫画誌初グラビアとなるアイドルも多い。3rdシーズンは10代限定。
| 回数（年度）           | グランプリ        | 準グランプリ          | その他候補者                                                               |
| ---------------------- | ----------------- | --------------------- | -------------------------------------------------------------------------- |
| 1stシーズン （2012年） | 最上もが （優勝） | 鈴木ふみ奈 （準優勝） | 小松美咲 丸果尻ゆうこ 亜里沙、遠野千夏、森野朝美                           |
| 2ndシーズン （2013年） | 仙石みなみ        | 山中知恵              | 高崎聖子（特別賞） 池田裕子、中村一、とっきー 葉月ゆめ 小林かれん 粕谷奈美 |
| 3rdシーズン （2014年） | 天木じゅん        | 金子栞                | Akira 小松ひな 澤田夏生 久松かおり 百川晴香 ゆうみ                         |
| 4thシーズン （2016年） | 佐藤麗奈          | 金子理江              | 新木さくら 稲村亜美 大貫彩香 篠崎こころ 為近あんな 森川彩香                |

### YAグラ姫

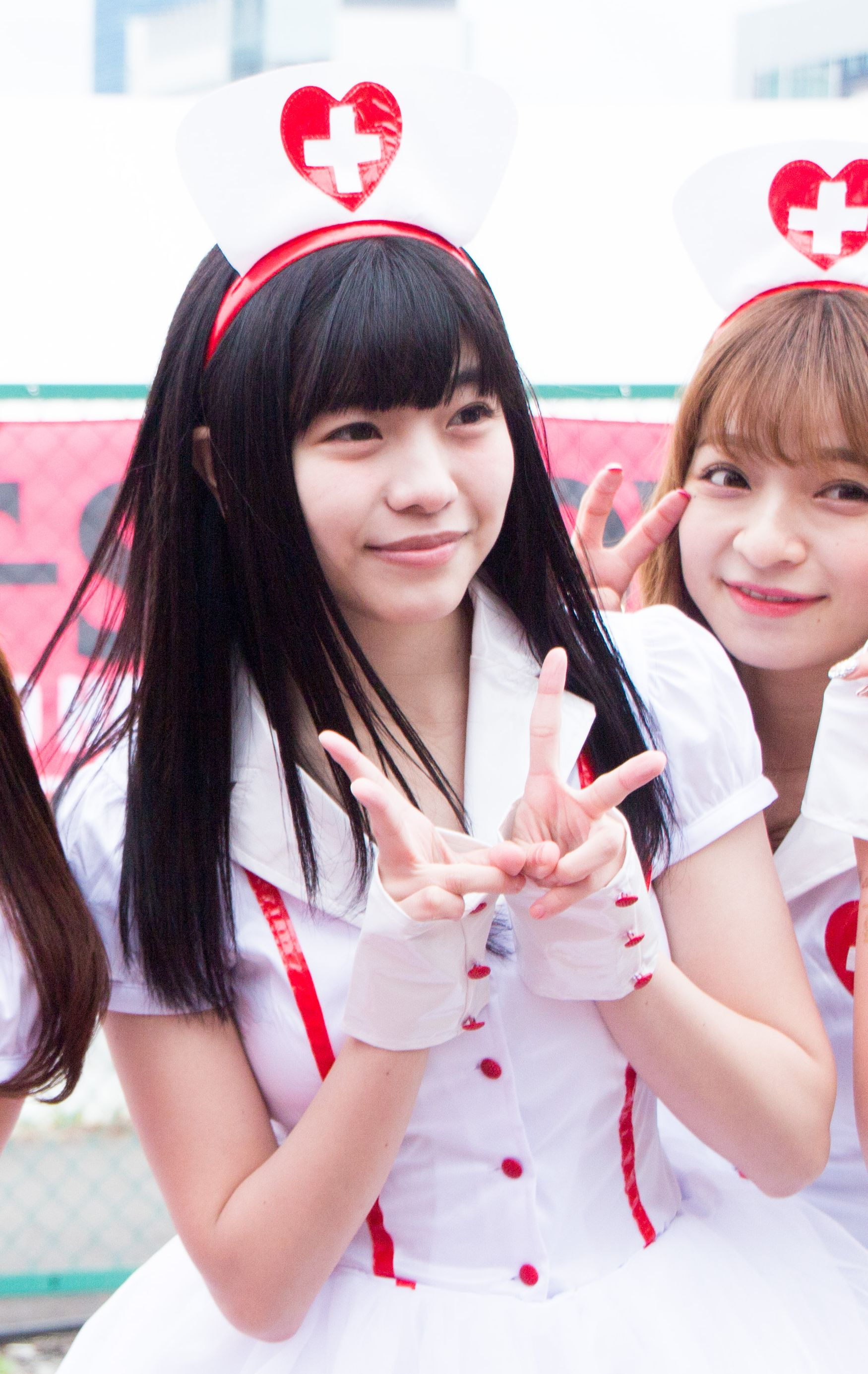
YAグラ姫初代グランプリの石川夏海（2016年）

読みは「ワイエー・グラひめ」。ヤングアニマル紙面を飾る次世代プリンセスを決定するオーディション。DMM.yellとの共催で2016年秋に初開催され、NEXTグラビアクイーンの後継コンテストとなる。一次選考はオープンエントリー制。ファイナリスト8名は紙面掲載のうえ、投票でグランプリを決定する。
| 回数（年度） | グランプリ                   | 準グランプリ                    | その他候補者 |
| ------------ | ---------------------------- | ------------------------------- | --- |
| 2017年       | 石川夏海 （アキシブproject） | 太田里織菜（愛乙女☆DOLL）       | 河井玲奈（loop）編集部特別賞、水沢心愛（ベボガ!（虹のコンキスタドール黄組））DMM.yell賞、西野早那（少女隊）、朝日花奈（少女交響曲）、西山乃利子（parfait）、るぅ（KOJIRASE THE TRIP） |
| 2018年       | MIYU（CHERRSEE）             | 池田優花（桃色革命）            | 木内くるみ（閃光ロードショー）特別賞、葵あおい（花ちらし組）、田仲はな（WiLL）、夏目愛海、横山あみ（PPP! PiXiON）                                                                     |
| 2019年       | 星ゆりか （東京flavor）      | 櫻井まい（Very Very Red Berry） | ニーナ・ショコラ（AIBECK）.yell plus賞、ちとせよしの編集部特別賞、椎名桃子（Spindle）、霜月めあ、柚月彩那、ユミ（純情のアフィリア）                                                   |

### ヤングアニマル誌面グラビア争奪バトル
YAグラ姫は2019年（2020年度）は開催されず、ヤングアニマル誌面グラビア争奪バトルとして縮小リニューアルされた。主催は「ヤングアニマル」および「LINE LIVE」。グランプリは3ページ以上のグラビア掲載権と交通広告掲載権が進呈される。
| 回数（年度） | グランプリ | 準グランプリ | その他候補者                                     |
| ------------ | ---------- | ------------ | ------------------------------------------------ |
| 2019年       | ななみ青   |              | 決勝ラウンド通過：岸みゆ、橘まりや、かえるちゃん |

## ヤングアニマルDensi
『ヤングアニマルDensi』は、本誌によるかつて存在したweb雑誌サイト。2013年4月26日から2017年7月31日まで独自の作品を配信していたが、2017年8月以降は白泉社の電子書籍ポータル『マンガPark』に移行している。

### 通常連載
毎週金曜日更新。
- あそびあそばせ（涼川りん）、2015年6月26日 -
- 頂!（文月晃）（『ヤングアニマルあいらんど』より移籍）、2016年12月30日 -
- うしみつ★inc（竹内桜）、2014年5月2日 -
- えびがわ町の妖怪カフェ（上田信舟）（『ヤングアニマル嵐』連載作品のプレイバック連載）、2017年2月24日 -
- オペラグラス（宮野ともちか）、2016年6月10日 -
- 描かないマンガ家（えりちん）（『ヤングアニマル』連載作品のプレイバック連載）、2015年4月24日 -
- 木根さんの1人でキネマ（アサイ）、2015年4月17日 -
- 軍師 黒田官兵衛伝（重野なおき）、2013年4月26日 -
- 拳闘暗黒伝セスタス（技来静也）（『ヤングアニマル』連載作品のプレイバック連載）、2015年4月24日 -
- 真田魂（重野なおき）、2015年1月30日 -
- 東京闇虫（本田優貴）（『ヤングアニマル』連載作品のプレイバック連載）、2015年4月17日 -
- ど根性ガエルの娘（大月悠祐子）（『週刊アスキー』より移籍）、2016年6月17日 -
- ベランダビオトープ（馬場民雄）、2016年7月8日 -
- 放課後バッセン娘!（矢野稔貴）、2016年3月18日 -
- ホーリーランド（森恒二）（『ヤングアニマル』連載作品のプレイバック連載）、2015年4月17日 -
- Love & Peace〜清野とおるのフツウの日々〜（清野とおる）、2013年12月27日 - ※「第0話」から配信開始

#### 完結作品・全話公開
- R's Bar〜漫画家の集まる店〜（黒澤R）（『ヤングアニマル嵐』より移籍）、2014年10月24日 - 2015年9月25日 ※話数表記は『嵐』の続番とはせずに「第1話」から仕切り直し
- アルタイ〜龍のこどもたち〜（紗野栄子）、2015年8月21日 - 2016年1月15日
- 風の海原（菅野航）、2013年5月3日 - 2014年6月13日
- キックバック（原作・RIN、作画・原山久志、原案協力&監修・藤川孝幸）、2014年1月3日 - 2014年5月23日
- 忍者見ぃつけた（とりから）、2015年4月17日 - 2015年5月22日、※集中連載

#### 連載終了・部分的に公開
- アメイジングハイスクール（平良健次）、2014年12月26日 - 2015年9月11日
- うしろのぼたんさん（原作・SOW、作画・萩尾ノブト）、2014年4月25日 - 2014年11月14日
- 打ち切り漫画家（28歳）、パパになる。（富士屋カツヒト）、2016年4月8日 - 同年12月16日 ※2017年3月10日発売の本誌2017年No.6に掲載された「特別編」を2017年3月24日より再掲公開
- 俺はナニを間違えた?（アサイ）（『ヤングアニマルあいらんど』→『ヤングアニマルイノセント』と並行連載）、2013年8月16日 - 2014年9月19日
- カタナガリ（矢野稔貴）、2015年4月17日 - 2015年9月18日、※集中連載
- サラブライフ（田村正一）、2015年8月14日 - 2016年6月10日
- 車上童（中島零）、2013年6月7日 - 2014年1月17日
- すこしふしぎな小松さん（大井昌和）、2016年5月20日 - 2017年4月7日
- DRAGON'S DOGMA PROGRESS（作画・平野博寿、監修協力・カプコン）、2013年4月26日 - 2014年6月27日
- 全国高校ゆるキャラ部（まいたけ）（『ヤングアニマルイノセント』と並行連載）、2014年4月25日 - 同年8月15日
- TSUWAMONO!!（木曽フミヒロ）（『ヤングアニマル』より移籍）、2013年4月26日 - 同年7月12日 ※話数表記は「第二章　第○突」（○は漢数字）、全六突
- ファンタジスタ アヤちゃん（早坂ケイゴ）、2014年7月4日「読み切り登竜門」掲載を経て同年10月3日 - 2015年7月24日
- まかない君（西川魯介）（『ヤングアニマル』より移籍）、2013年5月10日 - 2018年1月16日、※話数表記は本誌の続番で「第10話」から配信開始
- 魔法少女さん（縛）、2013年5月17日 - 2014年12月26日
- まりあさんは透明少女（井上和郎）、2014年5月2日 - 2015年1月30日
- 恋愛怪談サヨコさん（関﨑俊三）（『ヤングアニマル』より移籍）、2014年7月11日 - 2015年9月11日 ※話数表記は本誌の続番で「第43話」から配信開始
- 我輩ノ彼ハ馬鹿である（原作・土塚理弘、作画・亜積沙紀）（『ヤングアニマルあいらんど』→『ヤングアニマルイノセント』と並行連載）、2013年4月26日 - 2014年6月20日
- カレバカ〜吾輩ノ彼ハ馬鹿でR〜（原作・土塚理弘、作画・亜積沙紀）、2015年5月1日 - 2016年1月22日 ※『我輩ノ彼ハ馬鹿である』の続編

### 読み切り
- 誰がために 〜黒田博樹物語〜 第3話（吉原基貴、原案協力,取材・戸塚啓、協力・広島東洋カープ）、2015年3月13日 ※『ヤングアニマル』2007年No.14 - 15掲載の前後編を「第1 - 2話」として再掲載
- ふたりエッチ（克・亜樹）2013年4月26日 - 2014年4月25日 ※当初連載扱いだったが、長期中断の後に読切扱いに変更。「special web part n」（nはアラビア数字）の話数表記で全6話

### コラム
- ふたりサッカーほぼブラジル（文・倉敷保雄、絵・あらゐけいいち）、2013年11月22日 -

### 日替わり4コママンガ
創刊以来、以下の作品のうちの1本が不規則に2014年8月31日まで日替わりで掲載されていた。各作品とも、「読切・完結作品」のページでバックナンバーを公開している。
- めいどぐらし 日常編（ゴヤスクニ）、2013年4月26日 - 2014年8月31日
- ふたごと!（黒澤R）、2013年4月28日 - 2014年8月26日
- 妖精オナニン（稲田恭明）、2013年5月3日 - 2014年8月22日
- エロマンガール（宵野コタロー）、2013年5月10日 - 2014年8月28日
- えすえむ。（羽生麻里）、2013年5月18日 - 2014年4月28日
- うわばみ彼女（後藤羽矢子）、2013年5月20日 - 2014年8月30日 ※『ヤングアニマル』本誌移籍
- かっぱのおいちゃん（まつもと剛志）2013年6月29日 - 2014年8月24日

### 新人たちの挑戦 読み切り登竜門
2014年4月25日配信開始し、月1〜2作程度の割合で追加配信されていた。

## ヤングアニマルWeb
『ヤングアニマルWeb』は、本誌によるweb漫画サイト。2023年3月10日に開設。

### 特徴
Webマンガ誌を制作できるツールである「コミチ＋」が導入されているため、今まで紙媒体で出版された作品をインターネット環境で読むことができる。サイトには本誌で連載中の作品、完結済みの作品、Webでのオリジナル作品が掲載される。コインを使用するとすべての漫画を無料で読むことができ、待つと無料の枠が増えるシステムとなっている。漫画以外にも、本誌のグラビアが同様の仕組みで利用できる。
検索でサイトへ訪問した読者や、SNSでバズった作品の試し読みを希望する人に対し、ログインすることなく単行本未収録の最新話まで読むことができるような場所を提供することが、本サイトが開始された背景にある。「かつて巨大な部数で影響力を誇った紙雑誌」だが、インターネットを前提として設計されている「コミチ＋」を導入し、「これまで以上にヒット作から新作までを読者の手元に届ける」ことが、本サイトの狙いとされている。

### 連載作品
- 飯を喰らひて華と告ぐ(足立和平)